# Генетически модифицированное растение
Генетически модифицированное растение — растение, генотип которого был искусственно изменён при помощи методов генной инженерии.

## Применение

### Декоративные растения
Генетические изменения были использованы для изменения цвета, аромата, стойкости цветов после срезки и других свойств.
В нескольких странах были разрешены для выращивания трансгенные: гвоздика «Moondust»(в Австралии с 1995 г.),  роза «Applause»(в Японии с 2009 г.) и другие. Срезанные гвоздики экспортируются в другие страны, включая Россию.

### Комнатные растения
Проводятся исследования по применению комнатных растений для очистки воздуха внутри жилых помещений от вредных летучих органических веществ.

### Лекарственные растения
Возможно создание новых сортов с повышенным содержанием активного вещества в лекарственном растении. Например, повышение содержания артемизинина в Artemisia annua.